# Fatehpur Range
Fatehpur Range es una ciudad censal situada en el distrito de Nainital,  en el estado de Uttarakhand (India). Su población es de 12791habitantes (2011). Se encuentra a 45 km de Nainital.

## Demografía
Según el censo de 2011 la población de Fatehpur Range era de 12791 habitantes, de los cuales 6555 eran hombres y 6236 eran mujeres. Fatehpur Range tiene una tasa media de alfabetización del 86,59%, superior a la media estatal del 78,82%: la alfabetización masculina es del 93,20%, y la alfabetización femenina del 79,66%.